# 紅背蜘蛛
紅背蜘蛛（學名：Latrodectus hasselti）又名赤背寡婦蛛，印度赤背蜘蛛、赤背蛛，为姬蛛科寇蛛属下的一个种。紅背蜘蛛現在屬於世界性的寇蛛属，原產澳大利亞及紐西蘭，於日本及比利時等地有入侵記錄。
紅背蜘蛛是一種劇毒蜘蛛，身長在2—8mm之間，背部有個紅色印記，攻擊性極強，被咬中瞬間有刺痛感。三十分鐘後到四十分鐘傷口開始有持續痛感，發熱，紅腫，起疹，發汗。稀少情況下，在三十分鐘到兩小時間有劇烈胸痛，腹痛。抽筋，嘔吐，血壓上升呼吸困難甚至死亡。 （页面存档备份，存于）紅背蜘蛛的毒性極強，在被它咬後會在三天內死亡，而一隻紅背蜘蛛體內的毒液可毒死三個成年人。
紅背蜘蛛偏好棲息於黑暗乾燥處，雌性紅背蜘蛛會在交配後，把消化液注入雄蜘蛛的身體和把雄蜘蛛吃掉。據研究發現，母紅背蜘蛛壽命有2-3年；公蜘蛛壽命只有6-7个月，有83%的雄性红背蜘蛛在没有交配之前就死掉了。

## 影视作品
- 日本动画片《名侦探柯南》第404话《毒蜘蛛陷阱》。